# Allexis batangae
Allexis batangae là một loài thực vật có hoa trong họ Hoa tím. Loài này được (Engl.) Melch. mô tả khoa học đầu tiên năm 1924.